# Кунигунда Австрийская
Кунигунда Австрийская (нем. Kunigunde von Österreich; 16 марта 1465, Винер-Нойштадт — 6 августа 1520, Мюнхен) — эрцгерцогиня Священной Римской империи из рода Габсбургов и в замужестве герцогиня Баварии.

## Биография
Кунигунда, вместе со своим старшим братом, будущим императором Священной Римской империи Максимилианом I, были двумя из шести детей императора Фридриха III и его супруги Элеоноры Елены, которые дожили до своего совершеннолетия. Детство и юность её прошли в городах Грац и Винер-Нойштадт, в достаточно свободной атмосфере, не связанной с придворными церемониями. Принцесса училась не только принятым в то время для женского образования дворянки чтению, письму, вязанию и вышиванию, но также делала успехи в выездке и охотничьем мастерстве, а также в астрономии и математике. Учителей ей выбирал лично император.
Уже 1470 году руки Кунигунды просит венгерский король Матвей Корвин, однако столь раннее сватовство было Фридрихом III отвергнуто.
В возрасте 15 лет девушка, в сопровождении отца впервые выходит в Вене в светское общество. Здесь присутствовал, по приглашению императора, герцог Баварии Георг. После последовавших празднований Кунигунда была отправлена под охраной в замок Граца, которым руководил грацский бургграф Ульрих III фон Грабен. Времена были неспокойными, и принцессе даже здесь угрожала опасность — Ульрихом в последний момент был раскрыт разбойничий заговор, участники которого рассчитывали ограбить и похитить принцессу. Преступники были разоблачены и казнены.
В это время император переехал в Линц, а дочь отправил под покровительство своего кузена, герцога Тироля Сигизмунда, в Инсбрук. Здесь Кунигунда знакомится со старшим её на 18 лет баварским герцогом Альбрехтом IV. Герцог рассчитывал браком с эрцгерцогиней закрепить за собой земли своего умершего друга, Николаса фон Аренсберга, являвшиеся имперским леном. Император Фридрих, постоянно нуждавшийся в свободных денежных средствах, соглашался дать герцогу за Кунигундой земли покойного Аренсберга как приданое. Однако во время переговоров о заключении брака Альбрехт IV захватил имперский город Регенсбург. Узнав об этом, император отменил своё согласие на свадьбу Кунигунды с баварским герцогом. Тогда Альбрехт, при помощи Сигизмунда, показал принцессе сфальсифицированное благословение её отца на их брак, и 2 января 1487 года в инсбрукской дворцовой капелле состоялось венчание Кунигунды и Альбрехта.
Только благодаря вмешательству своего брата Максимилиана Кунигунде удалось избежать имперской опалы, так как император был разгневан не только на Альбрехта, но и на свою дочь. В семейной жизни в первые годы обман при заключении брака также создавал между супругами натянутые отношения, тем более, что первые три ребёнка Кунигунды были дочерьми, что для желавшего наследника Альбрехта было тяжёлым ударом. После состоявшегося в 1492 году, при посредничестве Максимилиана, примирении Кунигунды и Альбрехта с Фридрихом III и рождением у Кунигунды трёх мальчиков наладились и отношения в семье баварского герцога. После смерти в 1508 году Альбрехта IV его жена до самой своей смерти находилась в мюнхенском Пюттрихском монастыре.

## Дети
- Сидония Баварская (1488—1505)
- Сибилла Баварская (1489—1519), с 1511 в браке с Людвигом V, курфюрстом Пфальца
- Сабина Баварская (1492—1564), с 1511 в браке с Ульрихом, герцогом Вюртемберга, (после 1515 живут раздельно)
- Вильгельм IV (1493—1550), герцог Баварии
- Людвиг X (1495—1545), герцог Баварии
- Сусанна (1499—1500)
- Эрнст (1500—1560), архиепископ Зальцбургский
- Сусанна Баварская (1502—1543), с 1518 в браке с Казимиром, маркграфом Бранденбург-Кульмбаха, с 1529 в браке с пфальцграфом Отто Генрихом.

## Галерея

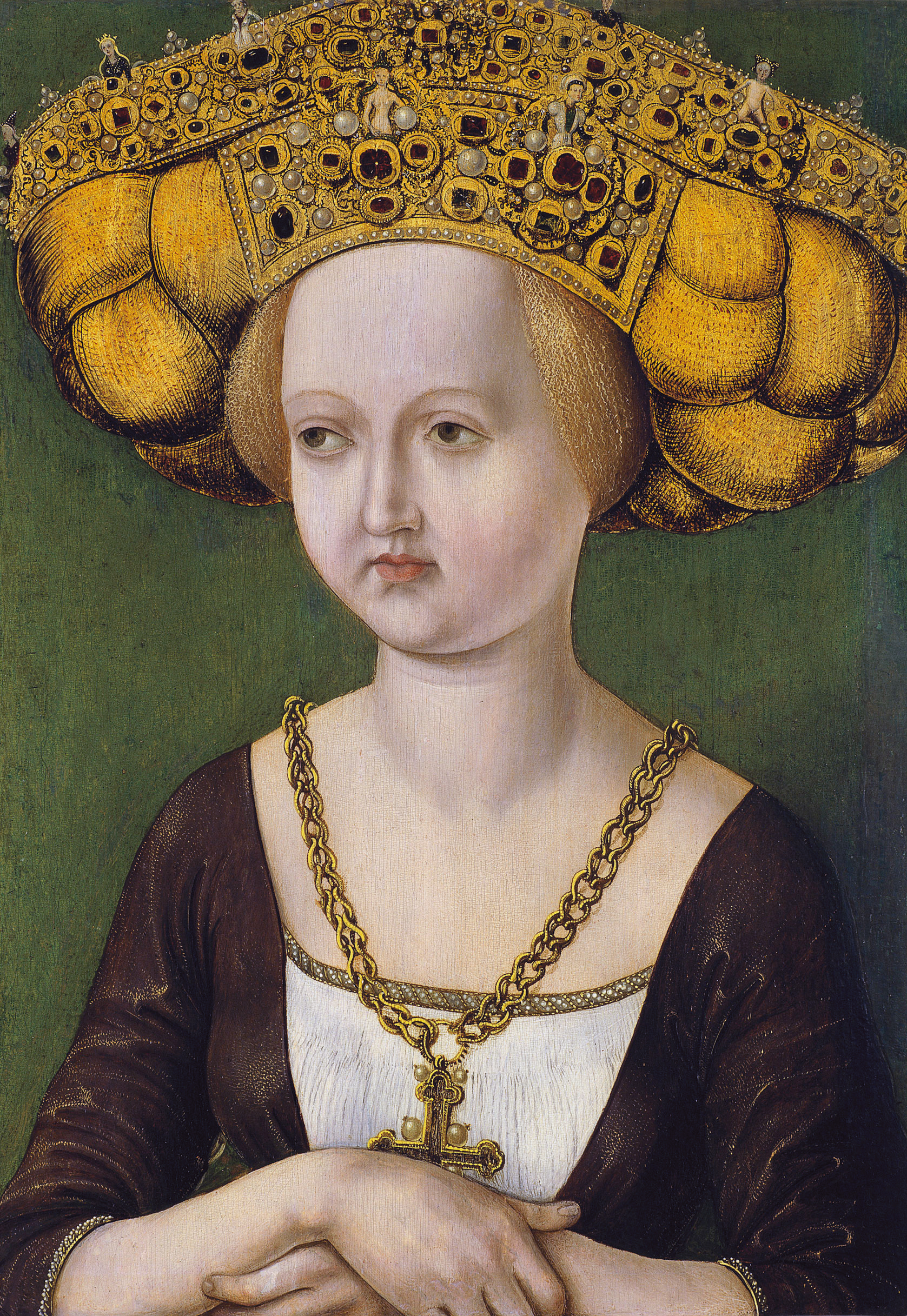
Портрет Кунигунды Австрийской (ок. 1485, Тироль)
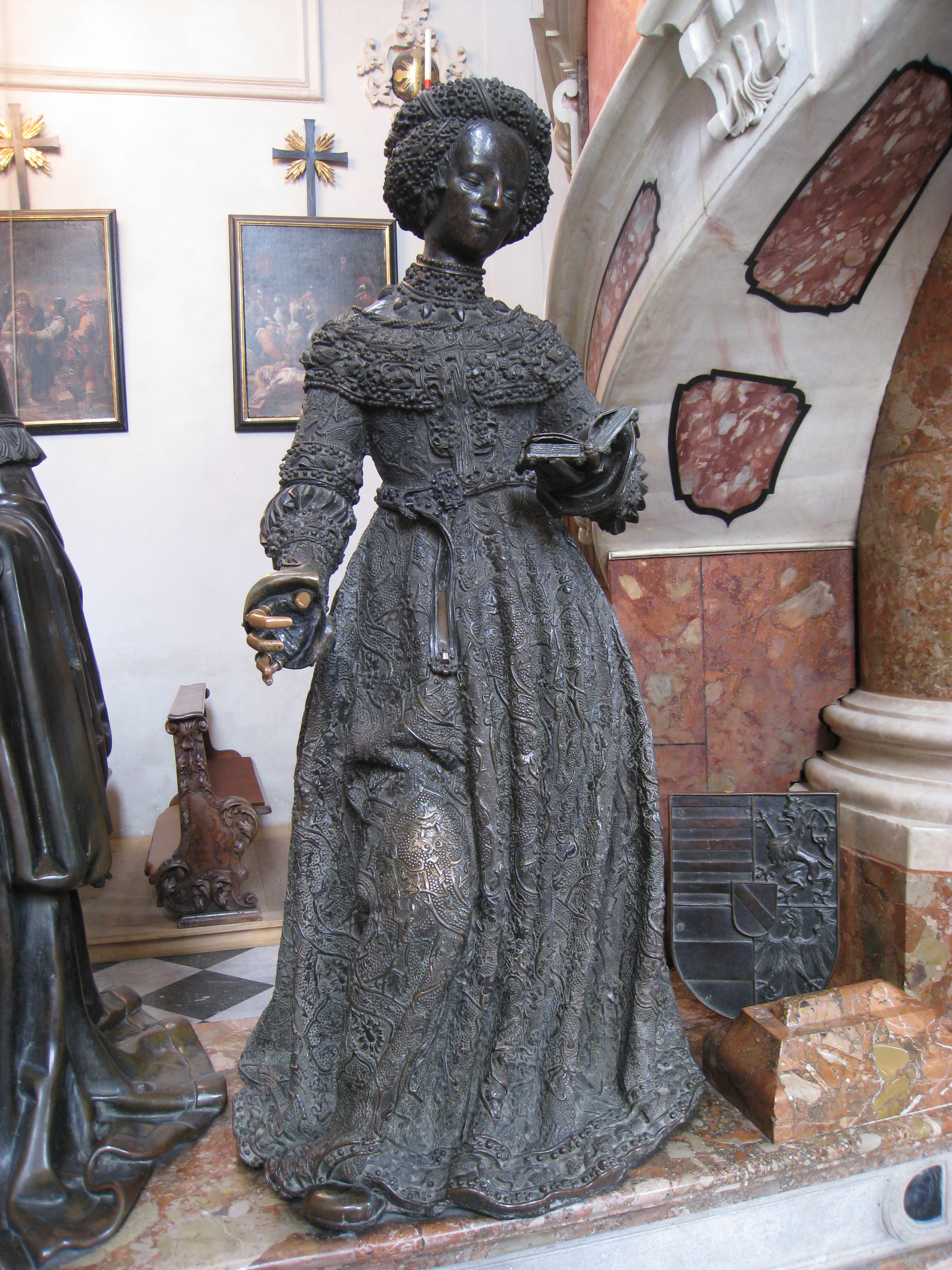
Бронзовая статуя Канигунды Австрийской (Инсбрук, Придворная церковь)